# 南库兹巴斯热电厂

## 概况
南库兹巴斯热电厂位于俄罗斯联邦克麦罗沃州卡尔坦，是西伯利亚第一座热电厂，截止2007年1月该电厂总装机容量为554MW。